# Мердер, Надежда Ивановна
Наде́жда Ива́новна Ме́рдер известная под псевдонимом Н. Северин (Николай Иванович Северин) (1839 — 13 марта 1906, Москва) — русская писательница, автор многочисленных романов, повестей, рассказов, очерков.

## Биография
Родилась в старинной дворянской семье. Отец — Иван Васильевич Свечин, богатый помещик, отставной военный.
Первая её повесть «Не в порядке вещей» появилась в «Отечественных Записках» в 1877 году. Печаталась в «Деле», «Живописном Обозрении», «Русской Мысли», «Вестнике Европы», а с 1890 г. — в «Русском Вестнике», «Историческом Вестнике», «Ниве». Написала несколько пьес для театра: «Супружеское счастье» (1884), «Познакомились», «Перепутала».
В общей сложности, Н. И. Мердер написано более ста художественных произведений.

## Творчество
- 1877 — Не в порядке вещей (Повесть)
- Супружеское счастье (Пьеса)
- Познакомились (Пьеса)
- Перепутала (Пьеса)
- За Волгой (Пьеса) — совместно с П. М. Свободиным
- Генеральша Матрёна (Пьеса) — совместно с В. А. Крыловым
- Воспоминания о Вере Ивановне Анненковой
- Памяти С. А. Леонтьевой-Левицкой
- 1885 — Вся чужая (Роман)
- В смутные годы (Роман)
- Отжившие типы (Роман) — под псевдонимом Н. Павлова
- Коржинские коршуны (Роман)
- В годину бедствий (Роман)
- Авантюристы (Роман)
- Царский приказ (Повесть)
- Тайный брак (Повесть)
- Воротынцевы (Роман)
- 1892 — Последний из Воротынцевых (Роман)
- 1902 — Трагизм безволия (Роман)
- В поисках истины (Роман)
- Перед разгромом (Роман)
- 1906 — Звезда Цесаревны (Роман)

## Современные издания
- Н. Северин. Звезда Цесаревны. Царский приказ. Тайный брак. (Сборник) — Москва: издательство "Планета", 1993 г. — 534 стр. (тираж 100000)
- Н. Северин. Собрание сочинений в трех томах. — Москва: издательство "Терра", 1996 г.
- Н. Северин. Звезда Цесаревны. — Москва: издательство "Современник", 1997 г. — 304 стр.
- Н. Северин. Авантюристы. — Москва: издательства "Мир книги", "Литература", 2010 г. — 240 стр.